# سعر العطاء
سعر العطاء أو سعر العرض في الاقتصاد (بالإنجليزية: bid price)‏ هو أعلى سعر يقدمه المشتري bidder
لشراء أسهم معينة . ويختصر سعر العطاء أحيانا ويسمى «العطاء» .
والفرق بين سعر الطلب وسعر العطاء يسمى الفرق بين سعر العرض والطلب bid/ask spread.
ويعتبر عطاء هجومي عندما يتلقى شخص أو شركة عطاء لشراء أسهم يملكها في الوقت الذي ليست له نية لبيعها . ويقال حرب عطاءات عندما ياتي على الشخص أو الشركة عدة عطاءات متتالية من مشترين أو أكثر، وبصفة خاصة عندما يكون سعر العطاء أكبر كثيرا من سعر الطلب أو أكبر من سعر العرض الذي سبقه .
وفي تجارة الأسهم المالية في البورصة stock exchange يشكل سعر العطاء  أعلى سعر يقدمه المشتري لشراء أوراق مالية معينة . وسعر العطاء المعروض في البورصة لأسهم بذاتها هو أعلى سعر عطاء في لحظة معينة، وهو يتغير خلال العمل اليومي للبورصة بحسب توافد عطاءات المشترين .

## اقرأ أيضا
- سعر الطلب
- المدين
- تخصيص الأموال
- حجم الأعمال (اقتصاد)